# Elezioni comunali in Umbria del 2013
Le elezioni comunali in Umbria del 2013 si sono tenute il 26 e 27 maggio (con eventuale turno di ballottaggio il 9 e 10 giugno).

## Riepilogo sindaci eletti
Coalizione di centro-sinistra
     Commissario prefettizio
| Provincia | Comune   | Popolazione legale (censimento 2011) | Sindaco uscente | Sindaco uscente | Sindaco eletto | Sindaco eletto      | Primo turno | Primo turno | Secondo turno | Secondo turno | Seggi   |
| Provincia | Comune   | Popolazione legale (censimento 2011) | Sindaco uscente | Sindaco uscente | Sindaco eletto | Sindaco eletto      | Voti        | %           | Voti          | %             | Seggi   |
| --------- | -------- | ------------------------------------ | --------------- | --------------- | -------------- | ------------------- | ----------- | ----------- | ------------- | ------------- | ------- |
| Perugia   | Corciano | 18 493                               |                 | Lea Passalacqua |                | Cristian Betti (PD) | 5 764       | 68,29       | —             | —             | 12 / 16 |

## Perugia

### Corciano
|                                        | Cristian Betti ✔️ Sindaco | 5 764                | 68,29 | Partito Democratico     | 3 202 | 41,34 | 8  |  |  |
| Sinistra Ecologia Libertà - Socialisti | Cristian Betti ✔️ Sindaco | 5 764                | 68,29 | 815                     | 10,52 | 2     |    |  |  |
| Rifondazione Comunista                 | Cristian Betti ✔️ Sindaco | 5 764                | 68,29 | 689                     | 8,90  | 1     |    |  |  |
| Corciano di Tutti                      | Cristian Betti ✔️ Sindaco | 5 764                | 68,29 | 446                     | 5,76  | 1     |    |  |  |
| Italia dei Valori                      | Cristian Betti ✔️ Sindaco | 5 764                | 68,29 | 196                     | 2,53  | –     |    |  |  |
| Totale liste                           | Cristian Betti ✔️ Sindaco | 5 764                | 68,29 | 5 348                   | 69,05 | 12    |    |  |  |
|                                        | Luca Merli                | 1 236                | 14,64 | Il Popolo della Libertà | 1 119 | 14,45 | 1  |  |  |
| Seggio di coalizione                   | Seggio di coalizione      | Seggio di coalizione | 14,64 | 1                       |       |       |    |  |  |
|                                        | Simonetta Checcobelli     | 1 031                | 12,21 | Movimento 5 Stelle      | 897   | 11,58 | 1  |  |  |
| Seggio di coalizione                   | Seggio di coalizione      | Seggio di coalizione | 12,21 | 1                       |       |       |    |  |  |
|                                        | Roberta Ricci             | 410                  | 4,86  | Buon Governo            | 381   | 4,92  | –  |  |  |
| Totale                                 | Totale                    | 8 441                | 100   |                         | 7 745 | 100   | 16 |  |  |
|                                        |                           |                      |       |                         |       |       |    |  |  |
| Schede bianche                         | Schede bianche            | 56                   | 0,64  |                         |       |       |    |  |  |
| Schede nulle                           | Schede nulle              | 252                  | 2,88  |                         |       |       |    |  |  |
| Votanti                                | Votanti                   | 8 749                | 55,34 |                         |       |       |    |  |  |
| Elettori                               | Elettori                  | 15 810               |       |                         |       |       |    |  |  |
|                                        |                           |                      |       |                         |       |       |    |  |  |
| Fonte: Ministero dell'interno          |                           |                      |       |                         |       |       |    |  |  |